# Dirk Geeraerd
Dirk Geeraerd est un footballeur belge devenu entraîneur né le 2 décembre 1963 à Audenaerde (Belgique).
Il a dirigé les joueurs du KSV Roulers du 1er juillet 2006 au 26 octobre 2008.
Lors de la saison 2011-2012, il fait monter le club de Waasland-Beveren en D1. Il est ensuite licencié l'année suivante, au mois de novembre, à la suite des mauvais résultats de son club qui occupe la dernière place du classement.
Le 30 octobre 2013, il entraine le club de K Berchem Sport 2004 jusqu'en mai 2014, où il sera remplacé par Eric Van Meir.
Le 7 octobre 2015, il devient le nouvel entraîneur de l'Eendracht Alost en division 3, club où il avait déjà travaillé en tant qu'entraîneur-adjoint.
Le 19 juin 2017, le club de Waasland-Beveren annonce que Dirk Geeraerd sera le nouvel entraineur-adjoint sous les ordres de Philippe Clément